# ローラン (シャルルマーニュ伝説)

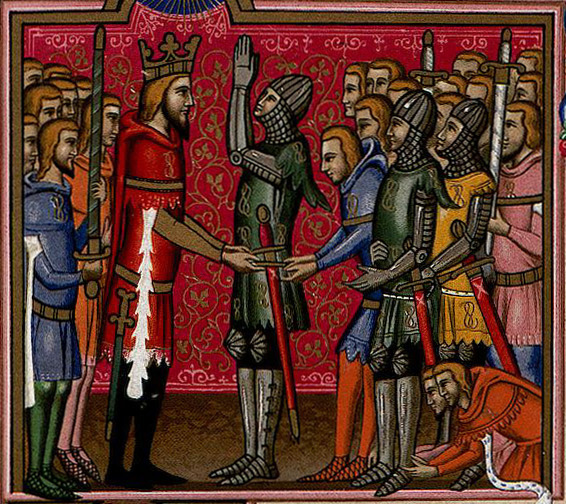
シャルルマーニュに忠誠を誓うローラン（武勲詩の写本より）

ローラン（英: ローラン（Roland）、（仏: ロラン（Roland）、伊: オルランド（Orlando）、独: ローラント（Roland））は、中世・ルネサンス期の文学作品においてシャルルマーニュの聖騎士（パラディン）の筆頭として登場する人物。イタリア・フランスの武勲詩でも重要な活躍をする。12世紀始めに成立した『ローランの歌』はロンスヴォーの戦いにおけるローラン最後の戦いをテーマにした物語である。しかし、後に成立した武勲詩やルネサンス期の『恋するオルランド』、『狂えるオルランド』などは殆ど歴史に基づいて執筆されてはいない。大抵は、聖剣デュランダルと、愛馬ヴェイヤンティフ（別名ブリリアドロ）がローランを語る上で結びつけて語られることが多い。

## 史実のローラン
フランスに実在したローランについては、シャルルマーニュの廷臣にして歴史家のアインハルトが記した『Vita Karoli Magni（カール大帝伝） 』の記述のみが存在する。これによると、シャルルマーニュが778年にスペインに遠征した際の帰り道、ピレネーでバスク人の奇襲を受け、最後尾にいた後衛隊が全員戦死したが、その中にブルターニュ辺境伯（Brittannici limitis praefectus）のフルオドランドゥス/フルオドランド（Hruodland(us)）がいたと記述されている。このように、資料においてはローランの名前と肩書きのみが記載され、詳しいことは判らない。
なお、ブルターニュは、その名が示す通り、ケルト系のブルトン人が住んでいるところであり、現在でもその要素が濃い。またローランのデュランダルは「聖剣伝説」という点で、同じくケルト系に由来するアーサー王のエクスカリバーと酷似している。

## 伝説上のローラン

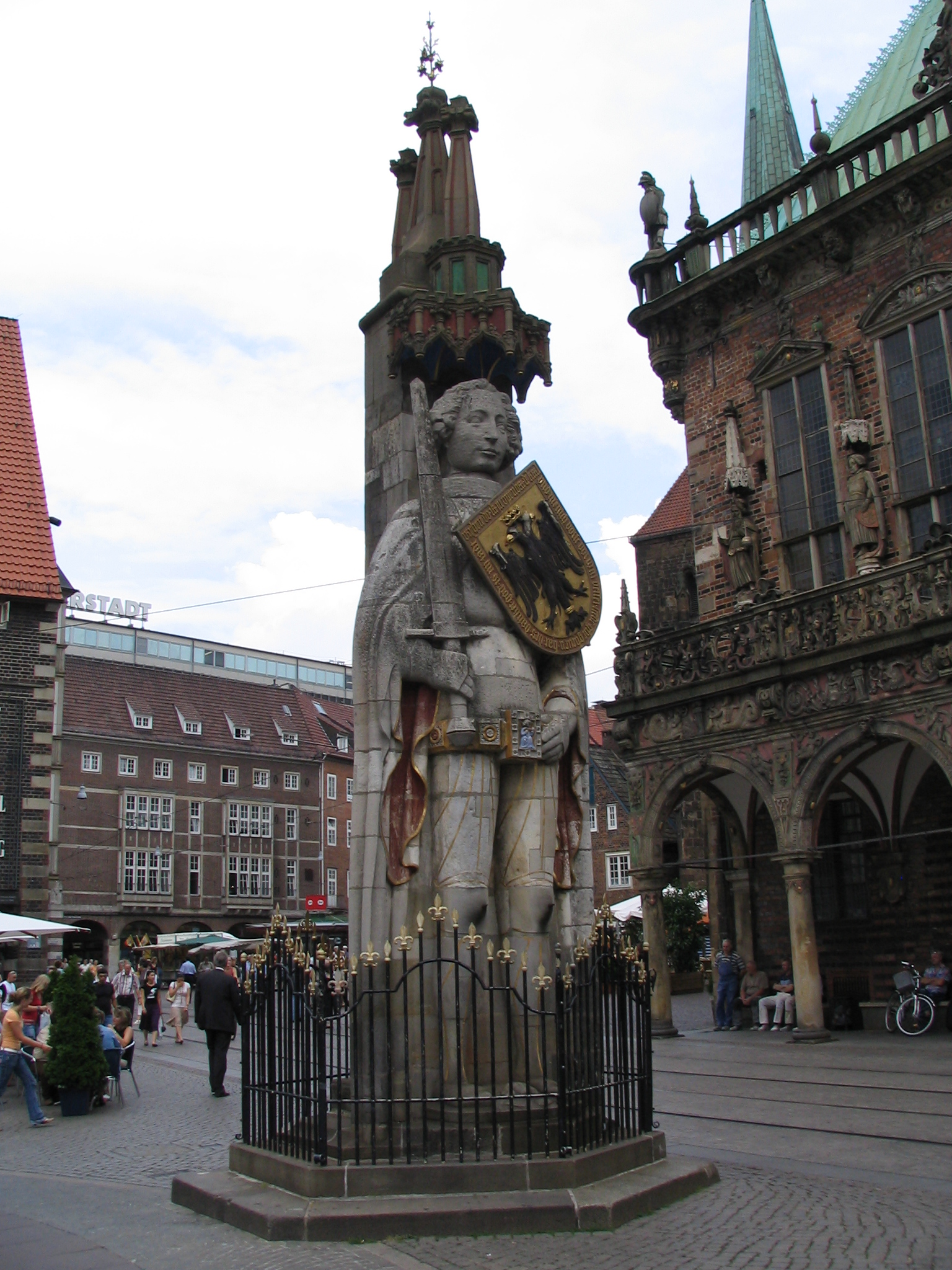
ブレーメンのローラント像

ローランは中世ヨーロッパで人気のある伝説上の人物であった。数世紀を経て、ローランは中世の吟遊詩人で人気の演目になった。多くの伝説によれば、それが史実かどうかは不明であるが、ローランはシャルルマーニュの甥ということになっており、叙事詩では良きキリスト教徒としてイスラム軍と戦い、戦死している。ローランの物語は11世紀の『ローランの歌』によって語り継がれ、この物語ではオリファンという角笛をもち、聖遺物によって祝福されたデュランダルという破壊できない聖剣を装備している。ローランの始めの物語はボイアルドの『恋するオルランド』において書かれている。ボイアルドの死後はアリオストによって『狂えるオルランド』が書かれており、またダンテの『神曲』によればローランの魂はその他の殉教者達とともに天国にいるとされている。
ドイツにおいては、ローラン（ドイツ語では「ローラント」）は徐々に都市が地方貴族から独立している「自由」の象徴となっていった。中世の終わり頃、多くの都市は広場にローラントの像（de:Roland (Statue)）を建立した。ブレーメン市庁舎前のローラント像（Bremer Roland；1404年建立）は特に有名で、2004年に市庁舎とともにユネスコにより世界文化遺産として登録された。
カタロニアでは、ローランは伝説の巨人となっている。ピレネー圏全体で特性が変わってゆく痕跡で、ローランのバスク語読みである「Errolan」という言葉は多くの伝説で力強い異教徒の巨人、巨岩が浮かんでいる地名と結び付けられることが多い。面白いことに、バスク語の「erraaldoi（巨大、巨人）」という単語は「Errolan」に由来しているという。

## 文学作品での活躍

### ローランの歌
シャルルマーニュの甥として、武勇に優れ、信頼も厚い。作中では知的なオリヴィエに対し、ローランは勇敢であると対比される。ローランの独白という形ではあるが、アンジュー、ブルターニュを始め、ノルマンディー、アキテーヌなどで戦闘を重ね、多大な功績をあげたとのことが記されている（『ローランの歌』、2315 - 2335）。
ローランはシャルルマーニュとともに7年に渡るスペイン遠征に従軍する。彼は追い詰めた敵軍への和睦の使者として、養父のガヌロンを推薦するが、元より不仲だったこともあって危険な役目に据えられたガヌロンはローランを激しく憎み、国を裏切って敵軍と結託しローランを罠に掛けようとする。
偽りの和睦を勝ち得た帰り道、ガヌロンの陰謀によりローランはオリヴィエたちと殿軍（しんがり）を勤め、襲い掛かる40万のイスラム軍に対して2万の手勢で戦うこととなってしまう。この時、ローランはオリファンという角笛を持っており、これを吹けば本隊が救援に駆けつけてくるはずであったのだが、体面に拘るローランは救援を呼ぶことを拒否してしまう。この行為はオリヴィエらから批判される。ローランは全滅間近に意見を変え角笛を吹こうとするが「今頃遅い」とまたオリヴィエから非難されている。
それでもローランたちは力の限り戦い、スペインの十二勇士を撃退し、ローランはスペイン国王の右手首を切り落とす活躍をするものの、フランスが誇る十二勇将は一人一人と戦死していった。ローランも力尽き斃れた。その直前、聖剣デュランダルが敵の手に渡るのを嫌がり、岩にぶつけて破壊しようとしたが、結局デュランダルを破壊することはできなかった。
なお、戦いの中でローランはオリヴィエに敵と間違えられて脳天から叩き斬られるほか、多くの銛・短槍・投げ矢・投げ槍・長槍を敵に放たれたが、彼の防具などが壊れるだけで彼自身が傷ついたという記述はない。ローランが傷付いたのはこめかみの血管が破れ脳漿が耳からはみ出るほどオリファンを力の限り強く吹いた時だけである。

### イタリア叙事詩

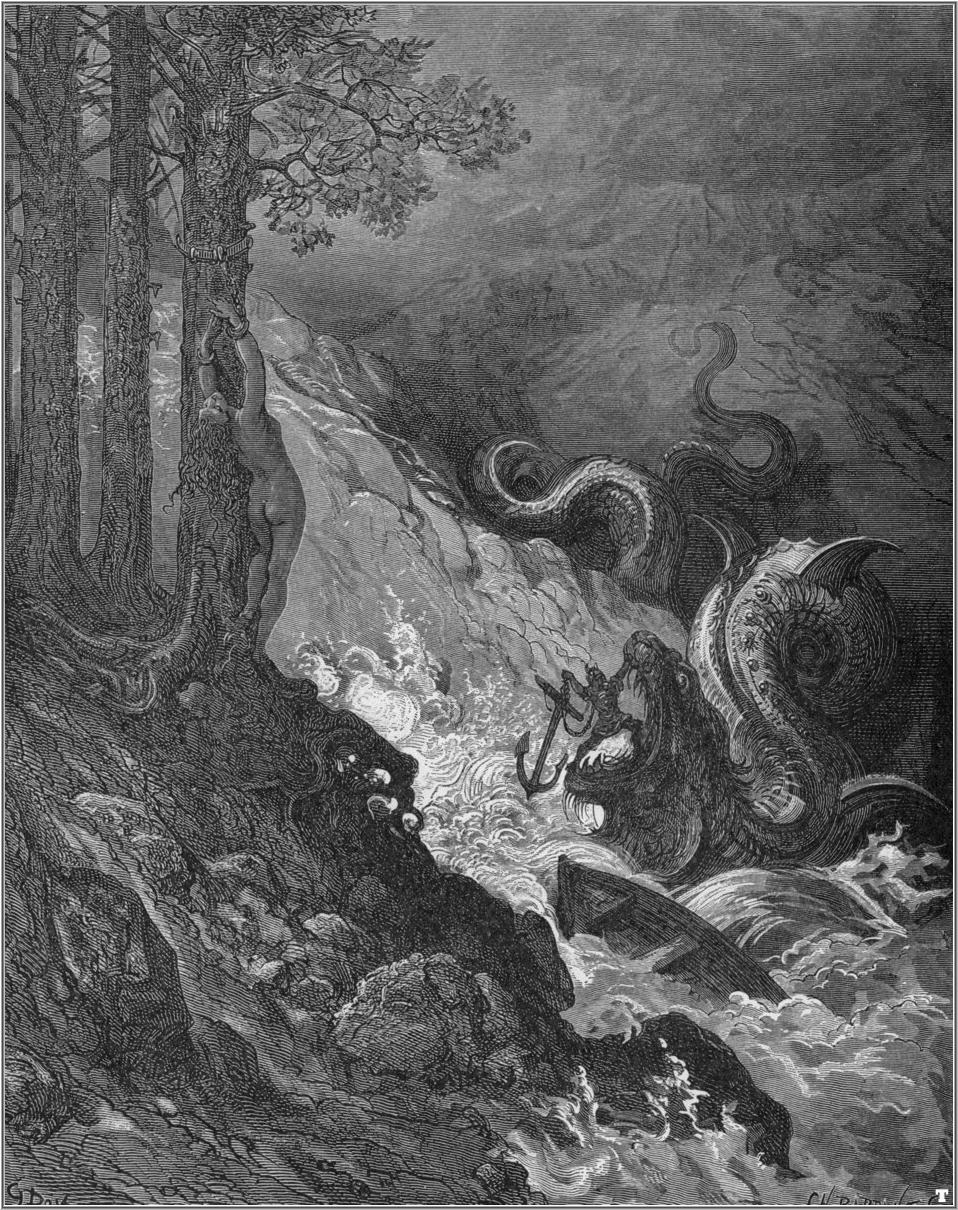
オルランドは錨を武器にオルクと戦う。『狂えるオルランド』より。

後世になり、イタリアなどでは『ローランの歌』の前日談が追加された。なお、イタリアでは通常「ローラン」でなく「オルランド」とされる。有名なものとして、ルイジ・プルチの『モルガンテ』、ボイアルドの未完に終わった『恋するオルランド』などがある。その中でもっとも知られている作品はアリオストの『狂えるオルランド』である。
『狂えるオルランド』では、素手で人間を引き裂く怪力に、全身が金剛石と同程度の強度をもち、刃を受け付けない。唯一傷を負う可能性があるのは足の裏のみ（第11歌49節）という設定となっている。そのため、鎧を着ていたのはもっぱら飾りのため（第12歌49節）と説明され、第9歌では火縄銃を相手に、さらに第11歌ではルッジェーロがヒッポグリフと「魔法の盾」を使っても殺せなかった海魔・オルクを純粋な力技でねじ伏せて退治する、など常軌を逸するほどの戦闘能力を発揮している。
そのため基本的に、精神に作用する魔法でも使わない限り負けることはない。もっとも、『恋するオルランド』では、魔女・ファタ・モルガナを屈服させるシーンも存在する。ただ、兜の上から頭を強打されて目がくらむシーンも存在し（第41歌96節）、完全無欠の超人というわけでもない。
東洋の美姫・アンジェリカに恋をすると、たびたびシャルルマーニュの帰還命令を無視して世界中を放浪しつつアンジェリカを求め続けた。しかし、その間平和だったわけでなく、シャルルマーニュはスペインやセリカンなどと戦争をしており、幾度かの危機もあった。さらに、アンジェリカを巡る三角関係の中で同じパラディンであるリナルドと剣を交えて戦ったりもしており、（イタリアの叙事詩などでは）あまり忠誠心が厚い人物には見えない印象を受ける。
アンジェリカへの思いが悲恋に終わると、ローランは発狂し、裸のまま放浪を始める。素手で熊などの猛獣を殺したりする超人的な強さを発揮しながら農民達から恐れられ、最終的には、アストルフォが月から持ち帰った理性を鼻から注入され正気に戻る。作中では、預言者の口を借りて神から与えられた力を異教徒との戦いに使わず、女性を追い掛け回していたのが神の怒りにふれたため、と説明されていた。
以後、ドゥリンダナを狙いやってきたセリカン（絹の国、古代中国をモデルとした架空の国）の国王グラダッソ、アフリカ王アグラマンテと3対3の変則的な試合で勝利するなど活躍した。

## その他
ブルフィンチの『シャルルマーニュ伝説』では、上記イタリアの叙事詩などをダイジェストでまとめられている。ローランの幼少期からロンスヴォーでの戦死までのエピソード網羅的に掲載されているが、ダイジェストであるため、多くの部分で省略が見られる。たとえば、オルク退治や火縄銃との対戦などのエピソードは載っていない。また、『狂えるオルランド』のように全身が金剛石より堅い、などの設定はない。
また、シャルルマーニュ伝説を扱ったイタロ・カルヴィーノの『不在の騎士』にもオルランドは登場。その他の騎士らと同様、粗野な感じに描かれている。

## 資料
- 『恋するオルランド』
  - ボイアルドの叙事詩。未完で終わっている。原典による邦訳はない。
- 『狂えるオルランド』
  - アリオストの叙事詩。脇功訳、名古屋大学出版会。
他に抄訳が『澁澤龍彦文学館、ルネサンスの箱』筑摩書房（河島英昭編訳、第1歌：1 - 32連まで）に収録。
- 『モルガンテ』
  - ブルチの叙事詩。原典による邦訳はない。『ローランの歌』と重なる部分が多いが、こちらはシリアス展開のみならず、諧謔（ギャグ）も含んでいる。
- 『ローランの歌』
  - フランス最古の叙事詩。武勲詩の傑作。ロンスヴォーの戦いをテーマとしている。
有永弘人訳（岩波文庫）、佐藤輝夫訳（ちくま文庫「中世文学集2」）、神沢栄三訳（白水社「フランス中世文学集1」）などが原典訳。
  - コンラート師『ローラントの歌』（Pfaffe Konrad: Das Rolandslied）上記フランス武勲詩の中世ドイツ、中高ドイツ語による翻案[3]。
- 『シャルルマーニュ伝説』
  - トマス・ブルフィンチによる英文作品。日本語版は市場泰男訳で講談社学術文庫（新版）
 ルッジェーロなどに紙幅が取られる関係上、オルク退治など、中盤におけるオルランドの活躍などいくつかはカットされた。
- 『スペイン侵攻』
  - ローランの歌の前日譚であり、ローランの初めての戦場と武勲が語られる。
- 『アスプルモンの歌』
  - ローランの歌の前日譚であり、武勲を上げ、角笛オリファン、愛馬ブリリアドロ、聖剣デュランダルを獲得する逸話が語られる。
- 『ジラール・ド・ヴィエンヌ』
  - ローランの歌の前日譚であり、親友オリヴィエとの出会いとオードとの婚約が語られる。前日譚3篇は、下記に抄訳版で収録。
  - レオン・ゴーティエ『騎士道』武田秀太郎編訳、中央公論新社、2020年。ISBN 4-12-005259-1。